# Bataille de Toba-Fushimi
 (mai 2025).
Si vous disposez d'ouvrages ou d'articles de référence ou si vous connaissez des sites web de qualité traitant du thème abordé ici, merci de compléter l'article en donnant les références utiles à sa vérifiabilité et en les liant à la section « Notes et références ».
Guerre de Boshin
La bataille de Toba-Fushimi (鳥羽・伏見の戦い, Toba-Fushimi no Tatakai) est un conflit opposant les forces pro-impériales aux forces shogunales de Tokugawa durant la guerre de Boshin au Japon. La bataille a commencé le 27 janvier 1868 (3 janvier selon le calendrier lunaire), quand les forces du shogun et les forces coalisées des domaines de Chōshū, de Satsuma et de Tosa se sont rencontrées près de Fushimi. La bataille a duré quatre jours et s'est conclue par une défaite décisive pour le shogunat Tokugawa.

## Contexte
Le 4 janvier 1868, la restauration de l'empereur fut formellement proclamée. Le shogun Yoshinobu Tokugawa avait déjà remis son autorité dans ses mains, acceptant de devenir « l'instrument de la réalisation » des ordres impériaux. Le Shogunat Tokugawa prit fin.
Cependant, alors que la démission de Yoshinobu avait créé un vide au plus haut niveau du gouvernement, son appareil d'état continua d'exister. D'ailleurs, la famille Tokugawa resta une force de premier plan dans l'ordre politique en évolution, ce que les jusqu'au-boutistes de Satsuma et Chōshū trouvaient intolérable.
Bien que la majorité de l'assemblée consultative du jeune empereur Meiji — quinze ans — soit satisfaite de la déclaration formelle de l'administration directe par la Cour et soutienne une collaboration continue avec les Tokugawa, Takamori Saigō menaça physiquement les membres de l'assemblée en ordonnant la confiscation des terres de Yoshinobu. Alors qu'il était d'accord au début sur les demandes de la Cour, Yoshinobu déclara le 17 janvier 1868, « qu'il ne serait pas lié par la proclamation de la Restauration et qu'il appelait la Cour à l'annuler. » Le 24 janvier, après une provocation considérable de Satsuma à Edo, Yoshinobu, depuis sa base du château d'Osaka, décida de préparer une attaque sur Kyoto, sous prétexte de déloger les éléments de Satsuma et de Chōshū dominant la Cour pour « libérer » le jeune empereur Meiji de leur influence.

## Préparatifs
La bataille a commencé quand les forces shogunales se sont déplacées vers Kyoto pour remettre une lettre de Yoshinobu, avertissant l'empereur des intrigues menées par Satsuma et les nobles de la Cour qui le soutenaient, comme Tomomi Iwakura.

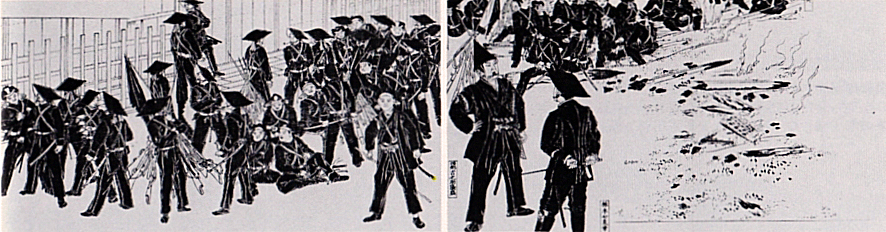
Takamori Saigo (avec le grand casque) inspectant les troupes de Chōshū à Fushimi.

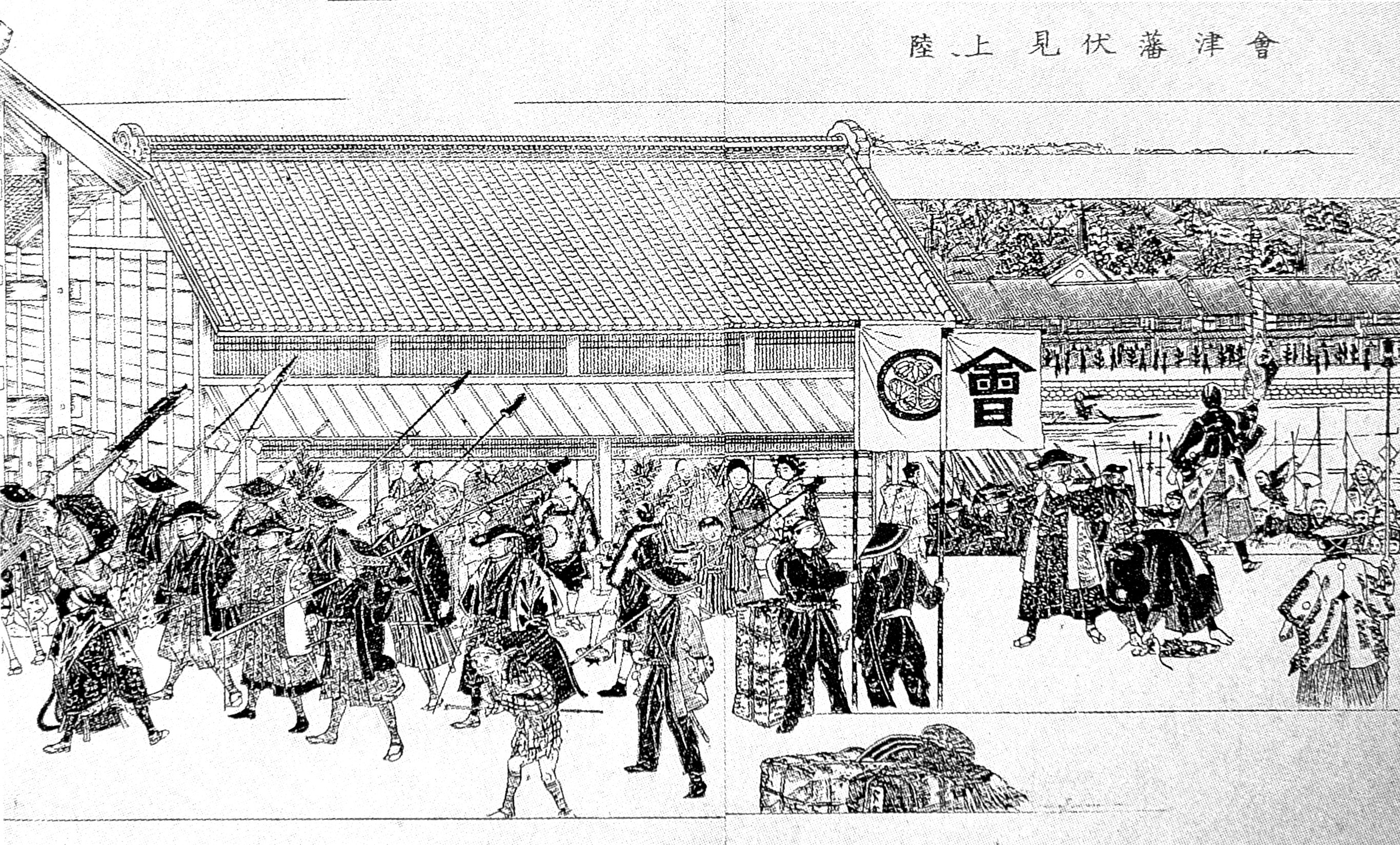
Troupes d'Aizu débarquant à Fushimi : un mélange de samouraïs à l'ancienne avec des lances (gauche), et de troupes modernes avec des armes à feu (droite).

L'armée shogunale forte de 15 000 hommes était trois fois plus importante que l'armée de Chōshū et de Satsuma, et était constituée surtout d'hommes de Kuwana et d'Aizu, renforcés par des irréguliers du Shinsen Gumi. Bien que certains de ses membres aient été des mercenaires, d'autres, tel que le Denshutai, avaient reçu une formation par des conseillers militaires français. Une partie des hommes déployés dans les lignes de front est restée armée à l'ancienne, avec des lances et des épées. Par exemple, les troupes d'Aizu étaient une combinaison de soldats modernes et de samouraïs, tout comme les troupes de Satsuma à un niveau moindre ; si le Bakufu avait presque entièrement équipé ses troupes, les troupes de Chōshū étaient les plus modernes et organisées de toutes. Selon l'historien Conrad Totman : « En termes d'organisation et d'armements de l'armée, les quatre protagonistes principaux se rangent probablement dans cet ordre : Chōshū était le meilleur ; l'infanterie du Bakufu était en deuxième ; Satsuma était troisième ; et Aizu et la plupart des forces vassales étaient derniers ».

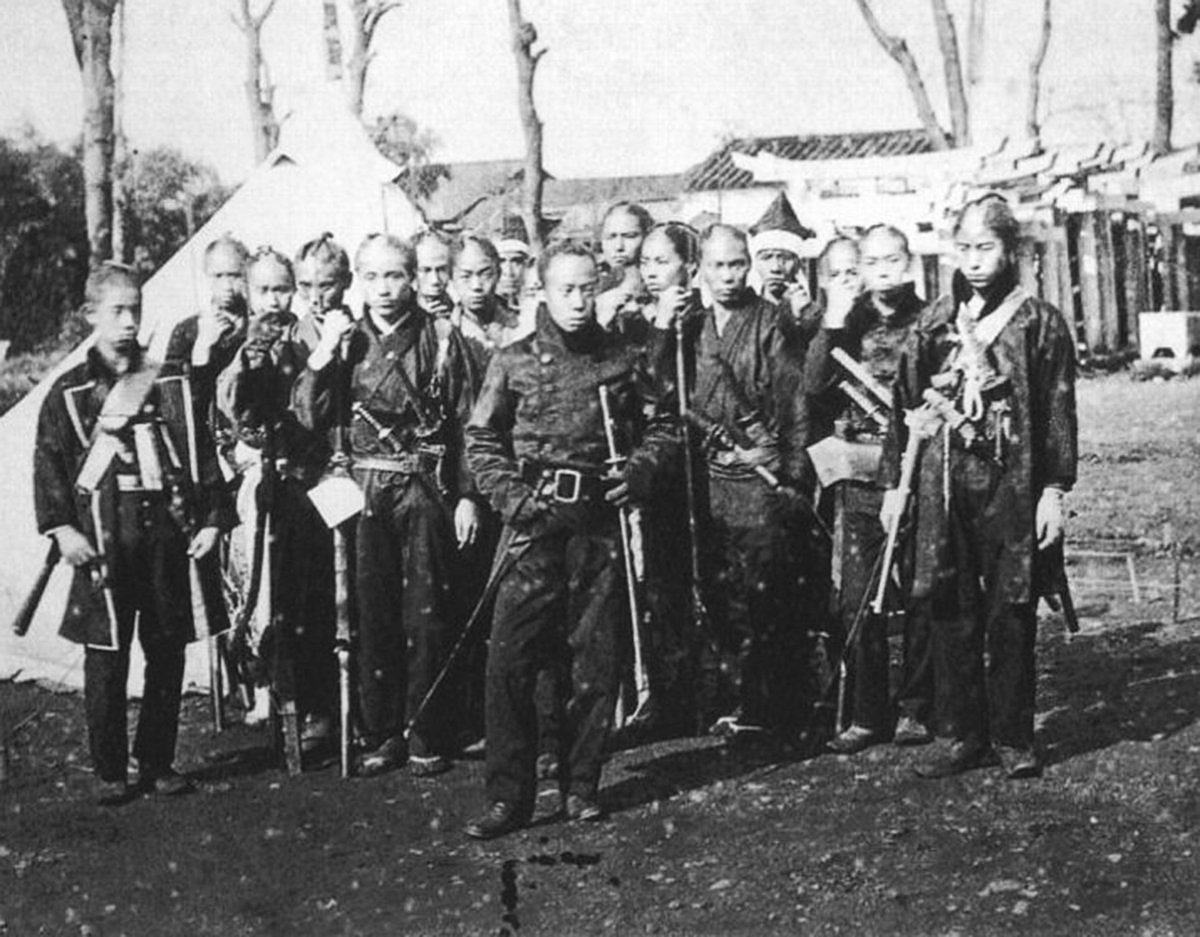
Soldats du shogun avec des uniformes occidentaux.

Il est important de noter qu'il n'y avait pas une intention bien définie de combattre de la part des troupes du Shogunat, comme le montre le fait que beaucoup d'hommes de l'avant-garde avaient des fusils vides. La motivation et le commandement de la part du Shogunat semblent également avoir fait défaut.
Bien que les forces de Chōshū et de Satsuma aient été inférieures en nombre, elles étaient entièrement modernisées avec des obusiers Armstrong, des fusils Minié et des mitrailleuses Gatling. Les forces du Shogunat étaient légèrement en retard en termes d'équipement, bien qu'une force d'élite avait été récemment formée par la Mission militaire française au Japon (1867-1868).
Le shogun s'est également appuyé sur des troupes fournies par les domaines alliés, qui n'étaient pas nécessairement aussi avancés en termes de méthodes et d'équipement militaire ; l'armée ainsi composée avait à la fois des éléments modernes et des éléments dépassés.
La Marine Britannique, généralement en faveur de Satsuma et de Chōshū, maintenait une forte flotte dans le port d'Osaka; ce facteur d'incertitude a forcé le Shogunat à laisser une partie significative de ses forces à la garnison d'Osaka plutôt que d'emmener la totalité à l'offensive sur Kyōto. Cette présence étrangère était liée à l'ouverture très récente des ports de Hyōgo (aujourd'hui Kobé) et d'Ōsaka au commerce extérieur, trois semaines plus tôt, le 1er janvier 1868.
Yoshinobu Tokugawa lui-même était alité après un coup de froid sévère, et il n'a pas pu participer directement aux opérations.

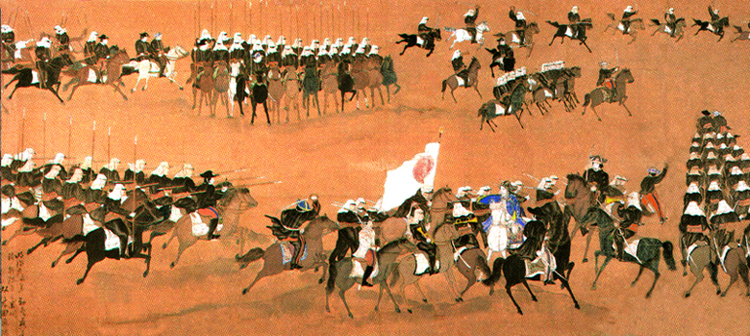
Le Denshutai de formation française.

## Combats du 27 janvier
Le 27 janvier 1868 (calendrier japonais : 正月３日), Yoshinobu Tokugawa, basé au château d'Osaka, au sud de Kyoto, a commencé à déplacer ses troupes au nord de Kyoto, par deux routes principales, l'une étant la route de Toba (鳥羽街道), et l'autre la route de Fushimi (伏見街道). Au total, environ 13 000 hommes étaient en marche, bien qu'ils aient été largement étalés, en laissant environ 8 500 soldats prêts à l'action à Toba-Fushimi. Le commandant en chef (Rikugun Bugyō) de l'opération était Shigekata Takenaka.

### Combat de Toba

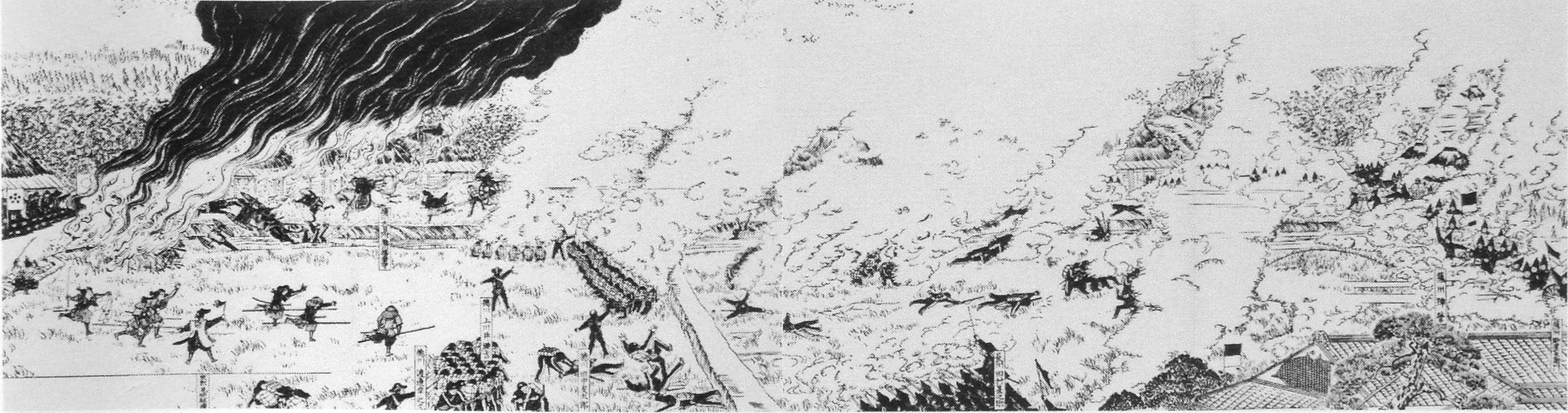
Combat de Toba (鳥羽), le 27 janvier. Les troupes shogunales sont à gauche, les troupes de Satsuma sont à droite, derrière le pont de Koedabashi (小枝橋), et les troupes de Chōshū sont en bas à droite.

Les forces shogunales se déplacent dans la direction de Toba, sous la direction du vice-commandant Tadayuki Ōkubo, soit un total d'environ 2 000 à 2 500 hommes. Avec environ 1 700 soldats, l'avant-garde du Shogunat, composée en grande partie d'environ 400 hommes du Mimawarigumi, armés de lances et de quelques armes à feu, commandée par Tadasaburo Sasaki, s'approcha d'un poste barrage de Satsuma au pont de Koeda (小枝橋), Toba (situé dans ce qui est maintenant une partie de Minami-ku, Kyoto). Elle était suivie par deux bataillons d'infanterie (歩兵), avec les fusils vides car ils ne s'attendaient vraiment pas à combattre, commandés par Kōtarō Tokuyama, et, plus au sud, par huit compagnies de Kuwana, équipées de quatre canons. Quelques troupes de Matsuyama, de Takamatsu et de quelques autres participaient également, mais la cavalerie et l'artillerie du Bakufu semblent avoir été absentes. Devant eux étaient retranchés environ 900 hommes de Satsuma avec quatre canons.
Après avoir refusé la permission aux forces du Shogun de passer paisiblement, les forces de Satsuma ont ouvert le feu sur le flanc. Ce furent les premiers coups de feu de la guerre de Boshin. Un obus de Satsuma a éclaté sur un affût de canon à côté du cheval du commandant shogunal Tomotaka Takigawa, causant sa chute et la fuite de son destrier. Le cheval effrayé a couru si sauvagement que sa panique et son désarroi se sont répercutés sur la colonne shogunale. L'attaque de Satsuma était puissante et elle a rapidement mis en déroute les troupes shogunales.

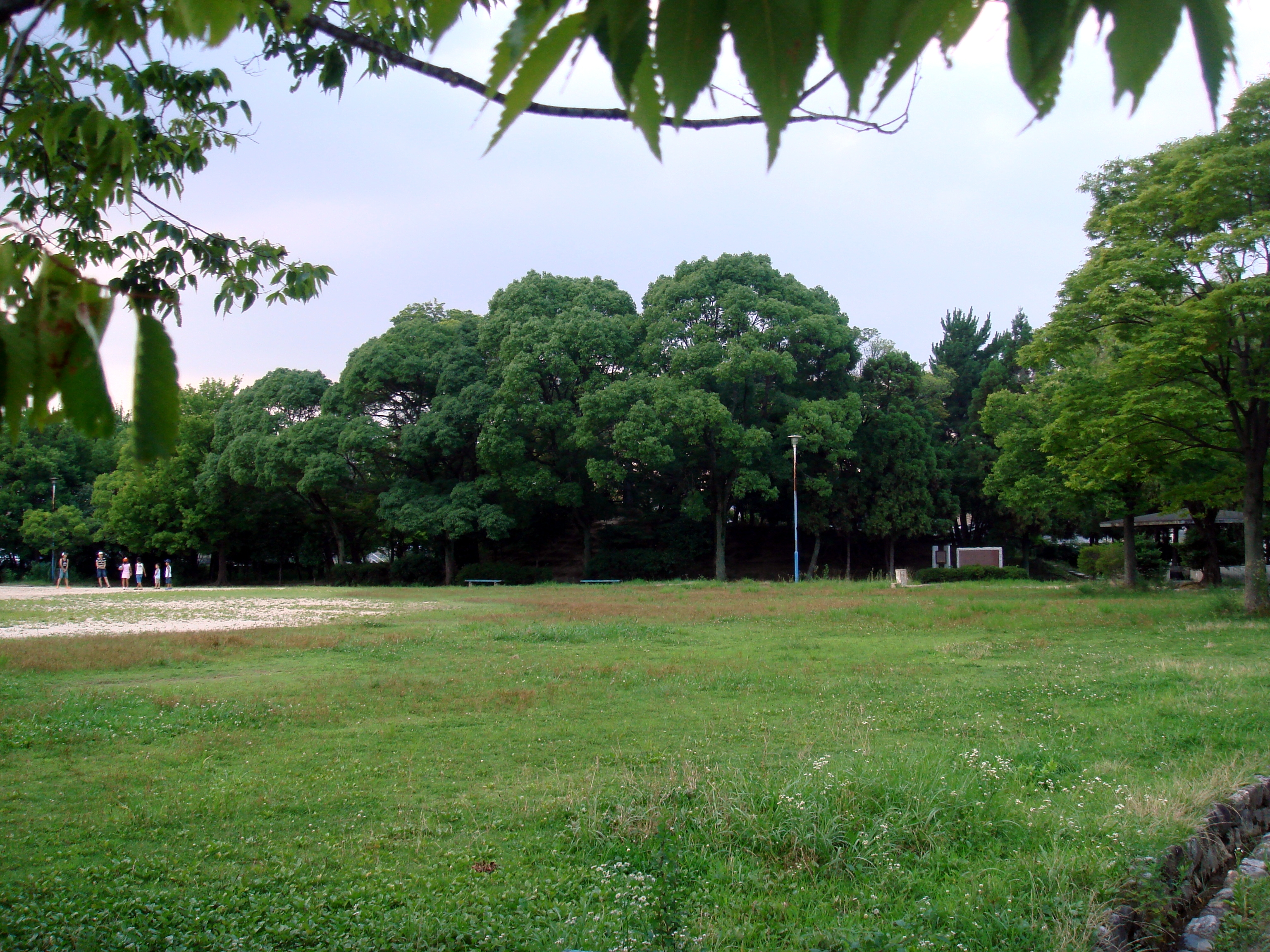
Lieu du combat de Toba de nos jours (鳥羽離宮跡公園).

Sasaki a ordonné à ses hommes d'attaquer les canons de Satsuma, mais étant donné que le Mimawarigumi n'était armé que de lances et d'épées, ses hommes se sont fait massacrer. Cependant, les forces de Kuwana et une unité commandée par Shigeaki Kubota ont tenu leur position, effectuant des séries d'escarmouches incertaines. Les troupes shogunales ont incendié plusieurs maisons pendant leur retraite, mais cela a eu pour seule conséquence de faciliter la visée des tireurs de Satsuma. La situation s'est stabilisée au cours de la nuit, car les troupes de Kuwana sont arrivées en renfort.
Aujourd'hui, le champ de bataille de Toba a été transformé en parc public, appelé Tobarikyūato (鳥羽離宮跡公園), avec un monument à la bataille. Il est situé juste entre le pont de Koeda, où les forces de Satsuma stationnaient, et le temple de Jōnangū (城南宮), où les forces impériales avaient leurs quartiers généraux.

### Combat de Fushimi

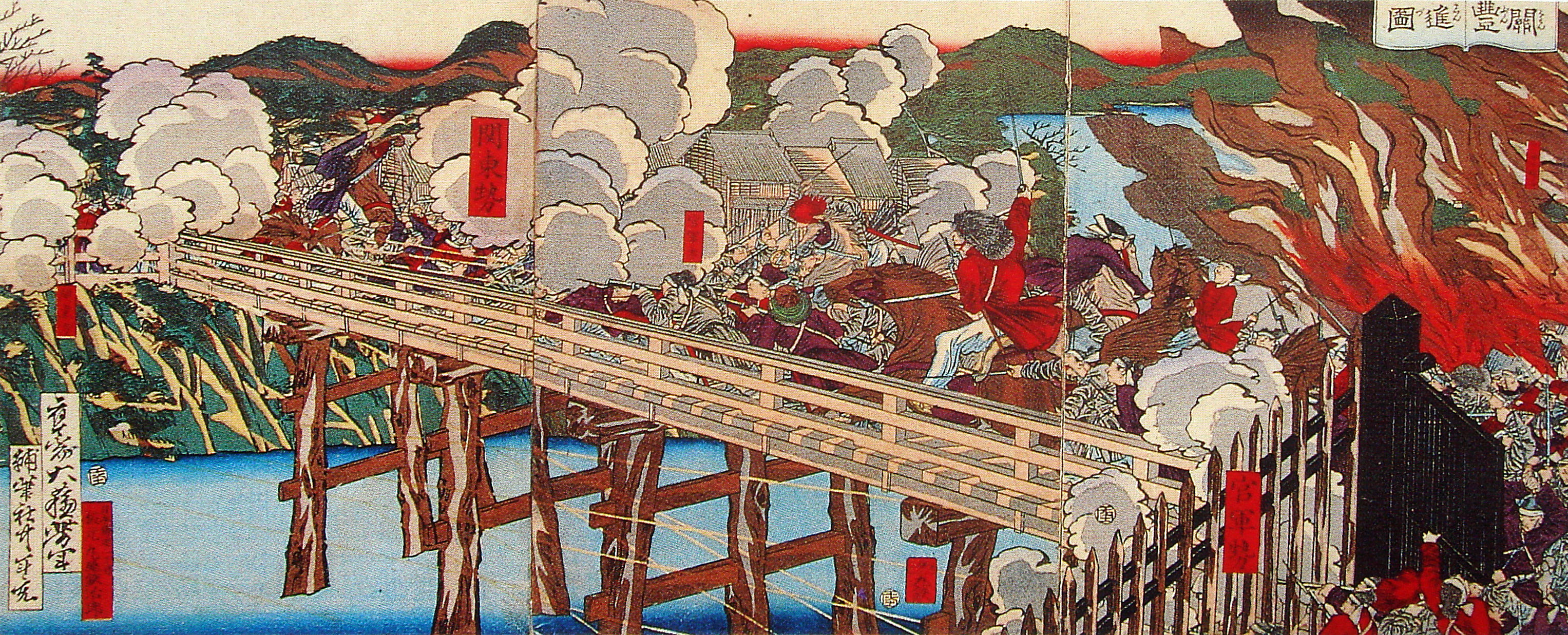
Le combat de Fushimi au. Les troupes impériales sont sur la droite, les troupes shogunales sont sur la gauche.

Le même jour, à Fushimi, plus au sud-est, les forces de Satsuma-Chōshū ont également engagé les forces du Shogunat. Elles ont commencé à tirer sur les forces shogunales quand elles ont entendu les tirs des canons de Toba. Les forces du Shogunat étaient composées de troupes du Bakufu, de troupes du Shinsen Gumi et d'Aizu.
Un violent affrontement a eu lieu pour le contrôle du pont de Bungobashi (豊後橋).

## Événements du 28 janvier

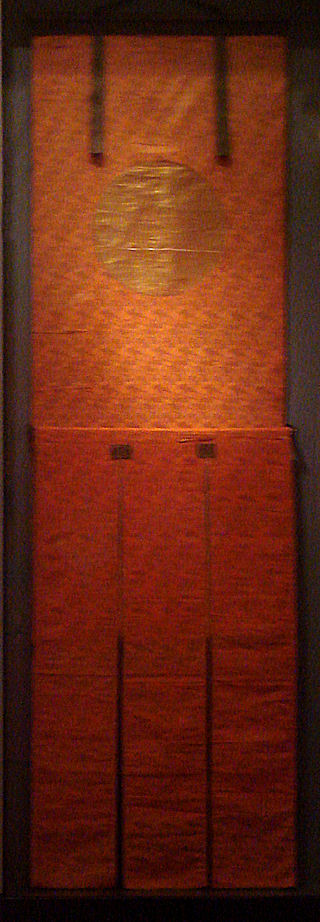
Bannière impériale déployée à Toba-Fushimi.

Le 28 janvier, Tomomi Iwakura a transmis à Takamori Saigo et Toshimichi Okubo les ordres de l'empereur Meiji qui proclamaient que Yoshinobu Tokugawa et ses disciples étaient des ennemis de la Cour, autorisaient leurs suppressions par la force, et accordaient la faveur d'arborer des bannières impériales. Ces bannières avaient été tissées par Toshimichi Okubo quelques mois auparavant, et stockées dans le domaine de Chōshū et dans la résidence de Kyoto de Satsuma en attendant une occasion appropriée pour les sortir.

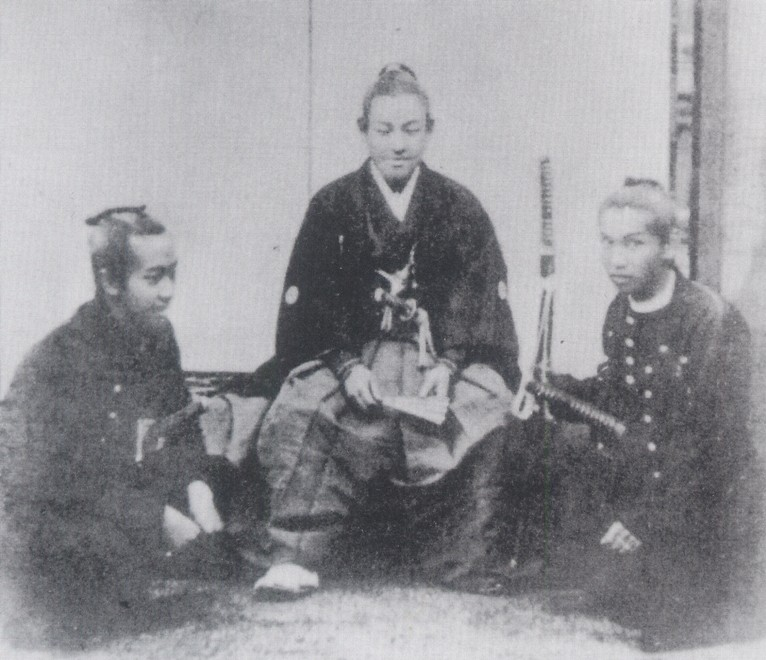
Le Prince impérial Yoshiaki fut nommé commandant en chef de l'armée.

En outre, le Prince impérial Yoshiaki, un jeune homme de 22 ans, qui avait été moine bouddhiste au temple monzeki de Ninna-ji, fut nommé commandant en chef de l'armée. Bien que le prince n'avait aucune expérience militaire, cela a effectivement transformé les forces alliée de Satsuma-Chōshū en armée impériale (ou Kangun), ce qui s'est avéré être un puissant avantage psychologique, jetant les forces shogunales dans la confusion et le désarroi, puisque quiconque ouvrirait le feu sur l'armée impériale deviendrait automatiquement un traître à l'empereur.
Les forces du Bakufu, qui avaient reculé à Toba, s'étaient regroupées à Tominomori (富の森), où elles installèrent leur base.
En attendant, la bataille navale d'Awa avait lieu le même jour dans la Mer Intérieure voisine. C'était la première bataille navale entre des flottes modernes au Japon, et elle s'est conclue par une petite victoire du shogunat sur une flotte de Satsuma, mais cela n'a eu aucune répercussion sur le déroulement de la bataille terrestre.

## Événements du 29 janvier

### Combat de Tominomori

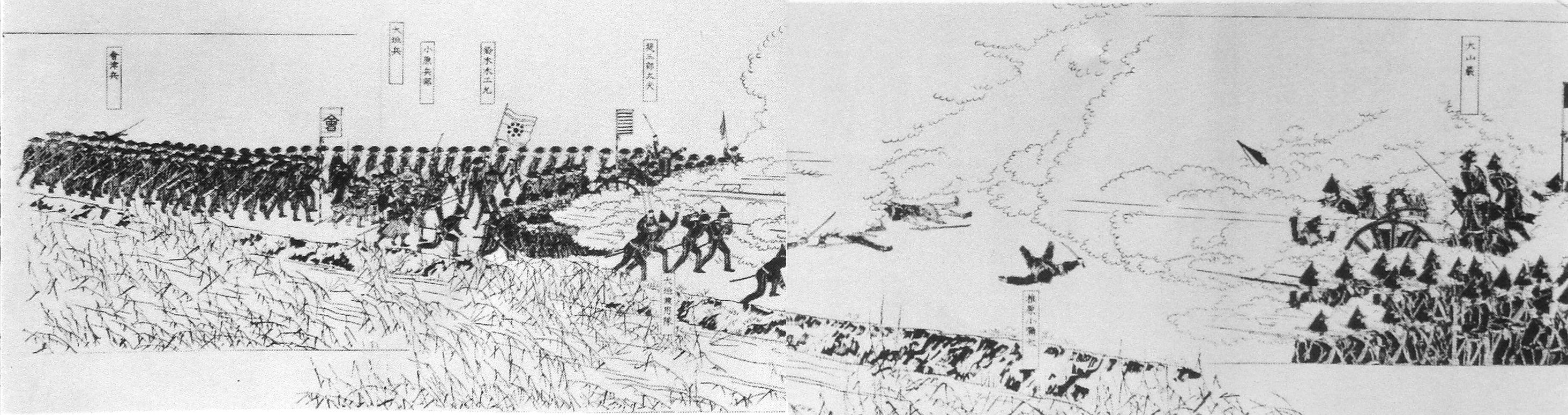
Le combat de Tominomori, le 29 janvier. Les troupes shogunales sont à gauche (comprenant les forces d'Aizu),et les troupes de Satsuma sont sur la droite ainsi que celles de Chōshū.

Au matin, les forces shogunales, qui s'étaient regroupées à Tominomori (富の森), ont été attaquées par les forces de Satsuma. Autour de midi, la bannière impériale est apparue derrière les lignes de Satsuma-Chōshū. Au début, ni l'un ni l'autre des camps n'ont identifié cette étrange bannière. Des messagers ont dû être envoyés aux deux côtés pour leur expliquer ce qu'il en était. Les troupes du Shogunat sont devenues confuses; les forces de Satsuma-Chōshū, leur moral augmenté, ont tiré leurs épées et ont chargé les lignes shogunales. Les forces shogunales ont essayé de contre-attaquer, mais ont été forcées de battre en retraite en désordre. L'après-midi, les forces shogunales ont dû se retirer à nouveau vers Nōsho (納所), en direction du château de Yodo.

### Combat de Takasegawa

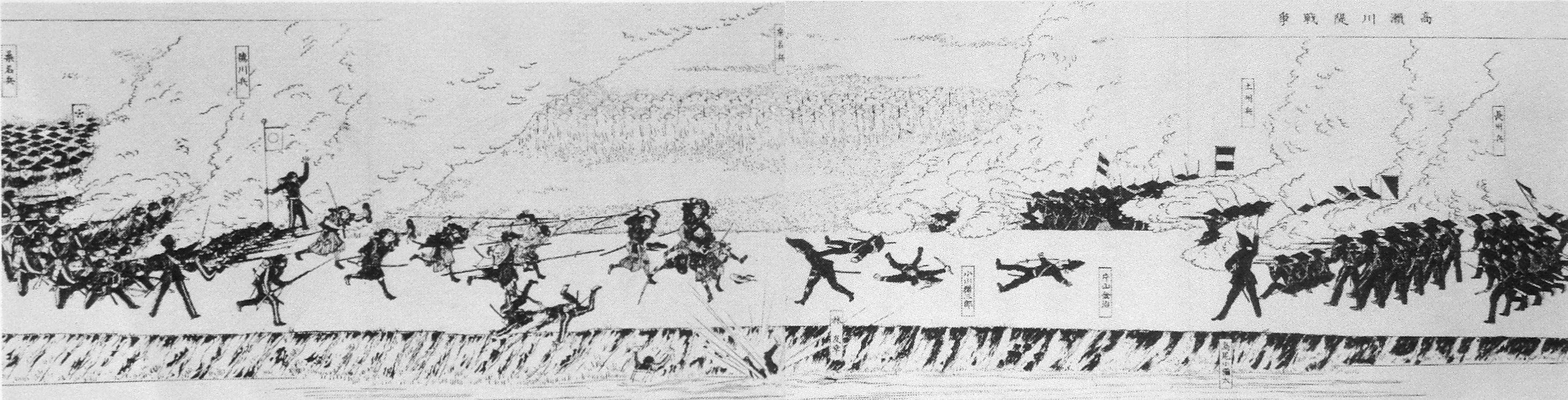
Le combat de Takasegawa. Les forces shogunales sont sur la gauche, et les forces pro-Impériales de Tosa, Choshu et Satsuma sont à droite.

Le matin du 29, les forces qui étaient à Fushimi, composées de troupes d'Aizu, de Shinsen Gumi et des troupes de guérilla Yūgekitai (遊撃隊) ont été de nouveau attaquées aux rivières Takasegawa (高瀬川) et Ujigawa (宇治川) par les troupes de Satsuma et de Chōshū, et ont été forcées de se replier après une lutte acharnée. Elles aussi sont parties pour le château de Yodo.
Les forces shogunales ont essayé de toutes se regrouper au château de Yodo, mais l'entrée leur fut refusée par le daimyo du domaine de Yodo qui avait décidé de passer du côté impérial à l'apparition de la bannière impériale et en vue de la défaite évidente des forces du Shogunat. Le Daimyo de Yodo maintenait ses portes fermées en dépit des supplications de l'armée en déroute, qui ne pouvait pas organiser sa défense dans ces conditions, la forçant à se sauver jusqu'au lointain château d'Osaka. Le daimyo du domaine de Tsu, stratégiquement bien situé, a aussi changé de camp deux jours plus tard.

### Événements du 30 janvier

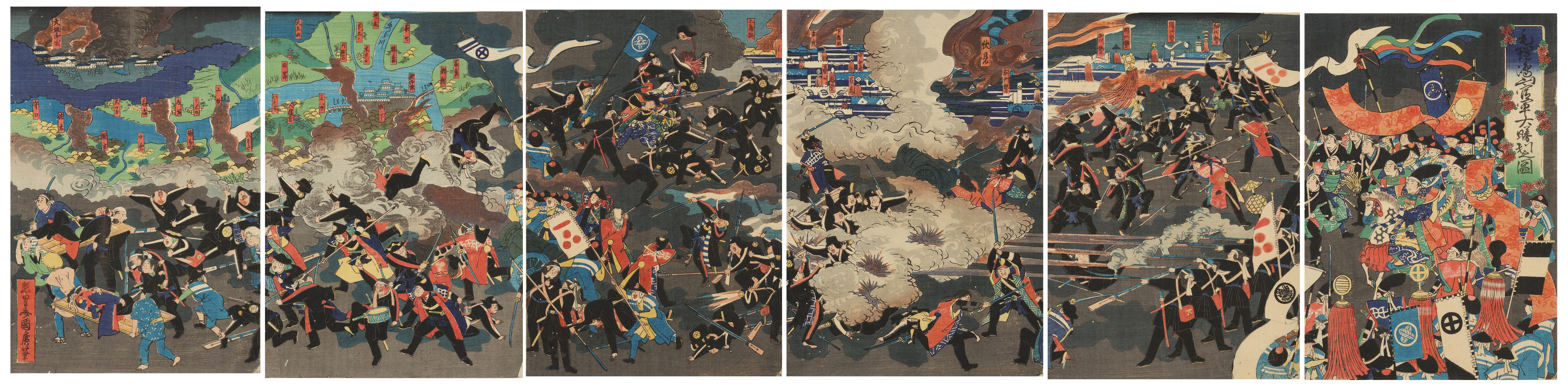
Déroute de l'armée shogunale face à l'armée impériale. Le château de Yodo est visible à gauche en arrière-plan.

Les troupes du Shogunat se sont progressivement réfugiées au château d'Osaka.
Ainsi, Yoshinobu Tokugawa a réuni ses conseillers et ses chefs militaires pour préparer la stratégie et, pour remonter le moral, a déclaré qu'il serait personnellement sur le terrain en tant que commandant des forces du bakufu. Le soir venu cependant, il s'est échappé du château d'Osaka, accompagné des daimyos d'Aizu et de Kuwana, pour retourner à Edo à bord du Kaiyō Maru, le navire de guerre du Shogunat.

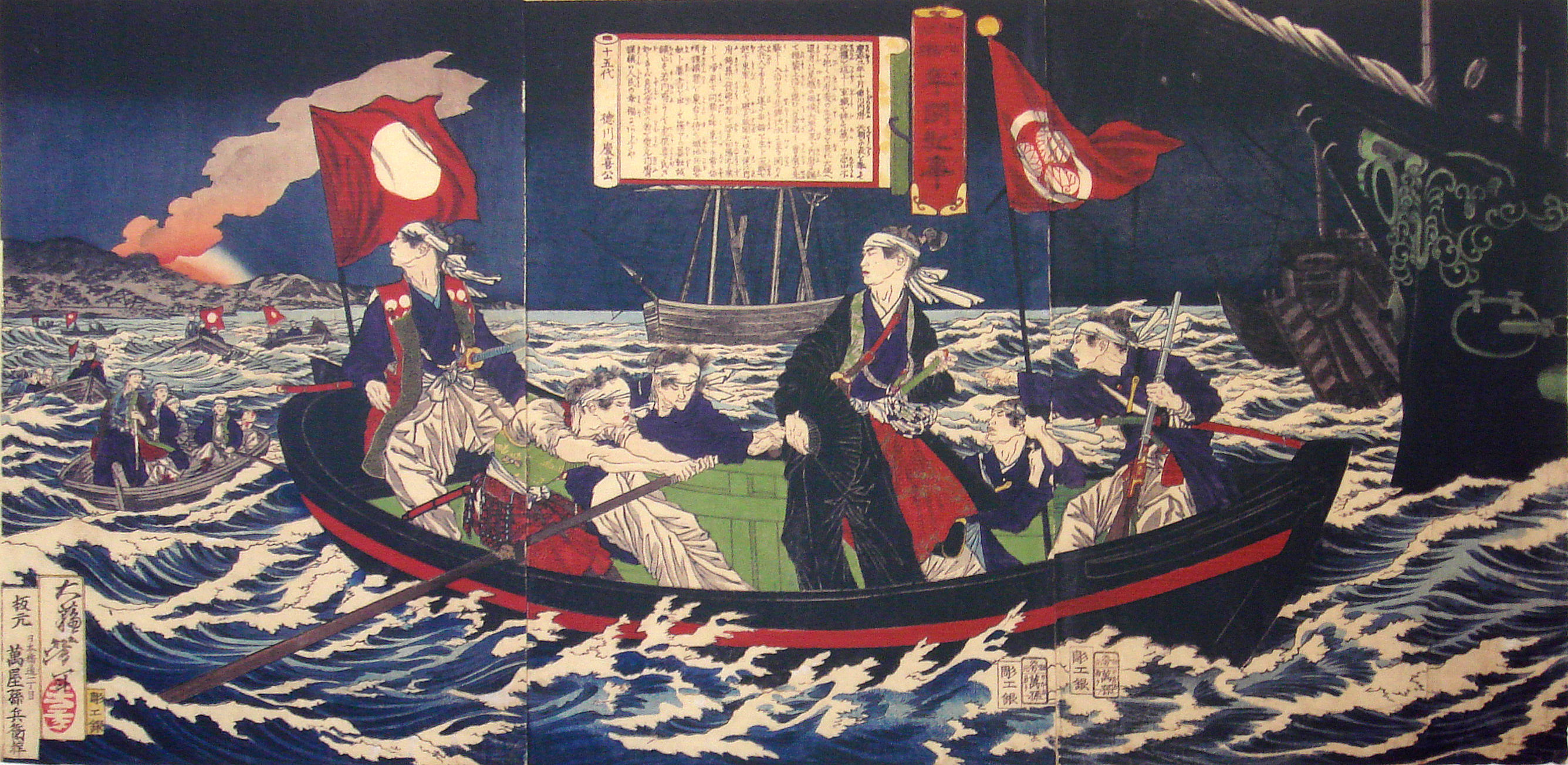
Yoshinobu Tokugawa, partant pour Edo, regarde le château d'Osaka en feu à l'arrière-plan.

Mais le Kaiyō Maru n'était pas arrivé, alors il prit refuge pour la nuit sur un navire de guerre américain, l'USS Iroquois, ancré dans la baie d'Osaka. Le Kaiyō Maru arriva le lendemain.
Quand les restes des forces apprirent que le shogun les avait abandonnées, elles quittèrent le château d'Osaka, que les forces impériales purent prendre sans résistance. Yoshinobu affirma plus tard qu'il avait été troublé par l'approbation impériale donnée aux actions de Satsuma et de Chōshū, et, une fois que la bannière était apparue, avait perdu toute volonté de se battre.
Les conseillers militaires français Jules Brunet et André Cazeneuve, qui étaient présents à la bataille, ont quitté Osaka et sont retournés à Edo le 5 février, ainsi qu'Enomoto Takeaki, à bord du Fujisan. Enomoto a apporté avec lui divers documents et un trésor de 180 000 ryō. Ils sont arrivés à Edo le 7 février.

## Conséquences

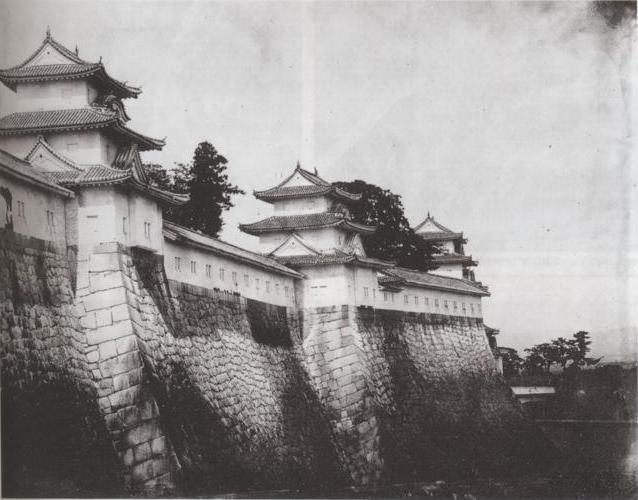
Les remparts du château d'Osaka en 1865

Les effets de la bataille de Toba-Fushimi ont été importants malgré sa petite échelle. Le prestige et le moral du bakufu de Tokugawa ont été sérieusement affaiblis, et beaucoup de daimyos qui étaient restés neutres se rallièrent à l'empereur et lui offrirent un soutien militaire pour prouver leur fidélité. Plus significative encore est la tentative maladroite de Yoshinobu Tokugawa de prendre discrètement le contrôle des éléments du nouveau gouvernement impérial qui étaient favorables à une résolution pacifique du conflit.
Le château d'Osaka, un symbole important de l'hégémonie des Tokugawa sur l'ouest du Japon, est tombé aux mains des forces impériales. La victoire favorisa la solution par règlement militaire plutôt que par compromis politique.